# Мылов, Сергей Николаевич
Сергей Николаевич Мылов (1842 — не ранее 1911) — русский генерал от инфантерии, член Военного совета Российской империи и Совета государственной обороны.

## Биография
Родился в 1842 году. В 1856 году после окончания Орловский Бахтина кадетский корпус, поступил в Константиновское военное училище, после его окончания в 1859 году был выпущен подпоручиком в 8-й стрелковый батальон.
В 1864 году окончил Николаевскую академию Генерального штаба по 1-му разряду, произведён в штабс-капитаны, с причислением к Генеральному штабу. В 1865 году был переименован в гвардии поручики и назначен старшим адъютантом в штаб местных войск Закавказского края.
С 1867 года старший адъютант штаба войск Терской области, произведён в гвардии штабс-капитаны. В 1868 года назначен офицером для особых поручений при командующем войсками Терской области. В 1869 году произведён в капитаны. В 1872 году переведен на должность штаб-офицера для поручений при штабе Кавказского военного округа. В 1873 году произведён в подполковники и назначен исправляющим должность помощника начальника штаба войск Терской области, в этом же году отбывал цензовое командование батальоном в 79-м пехотном Куринском полку. В 1876 году «за отличие по службе» произведен в полковники и назначен начальником штаба войск Терской области, подавлял восстание мятежных горцев в 1877 году.
Участник Русско-турецкой войны 1877—1878 гг. За храбрость в этой войне заслужил орден Св. Владимира 4 степени с мечами и бантом и Золотую саблю с надписью «За храбрость»
За храбрость в делах против неприятельской армии
С 1878 года командир 78-го пехотного Навагинского полка. С 1881 года назначен исправлять должность помощника начальника штаба Кавказского военного округа. В 1885 году «за отличие по службе» произведён в генерал-майоры. В 1887 году назначен был начальником штаба Кавказского военного округа. С 1890 года начальник 1-й Кавказской резервной туземной бригады.
В 1896 году произведён в генерал-лейтенанты, с назначением начальником 20-й пехотной дивизии. С 1900 года командир 3-го Сибирского армейского корпуса, принимавшего участие в Китайском походе русской армии. С 1901 года командир 8-го армейского корпуса.
Участник Русско-японской войны 1904—1905 гг. С 1905 года временно исправляющий должность командующего 2-й Маньчжурской армией.
В 1905 году произведён в генералы от инфантерии и назначен членом Военного совета Российской империи и Совета государственной обороны. С 1906 по 1907 годы являлся председателем Комитета по образованию и устройству войск при Военном совете. 1 января 1911 года в отставке.